# Berge (Meschede)
Berge is een dorp in Duitsland, in de deelstaat Noordrijn-Westfalen, in de gemeente Meschede in het Sauerland. Het ligt op 240-575 meter boven de zeespiegel.

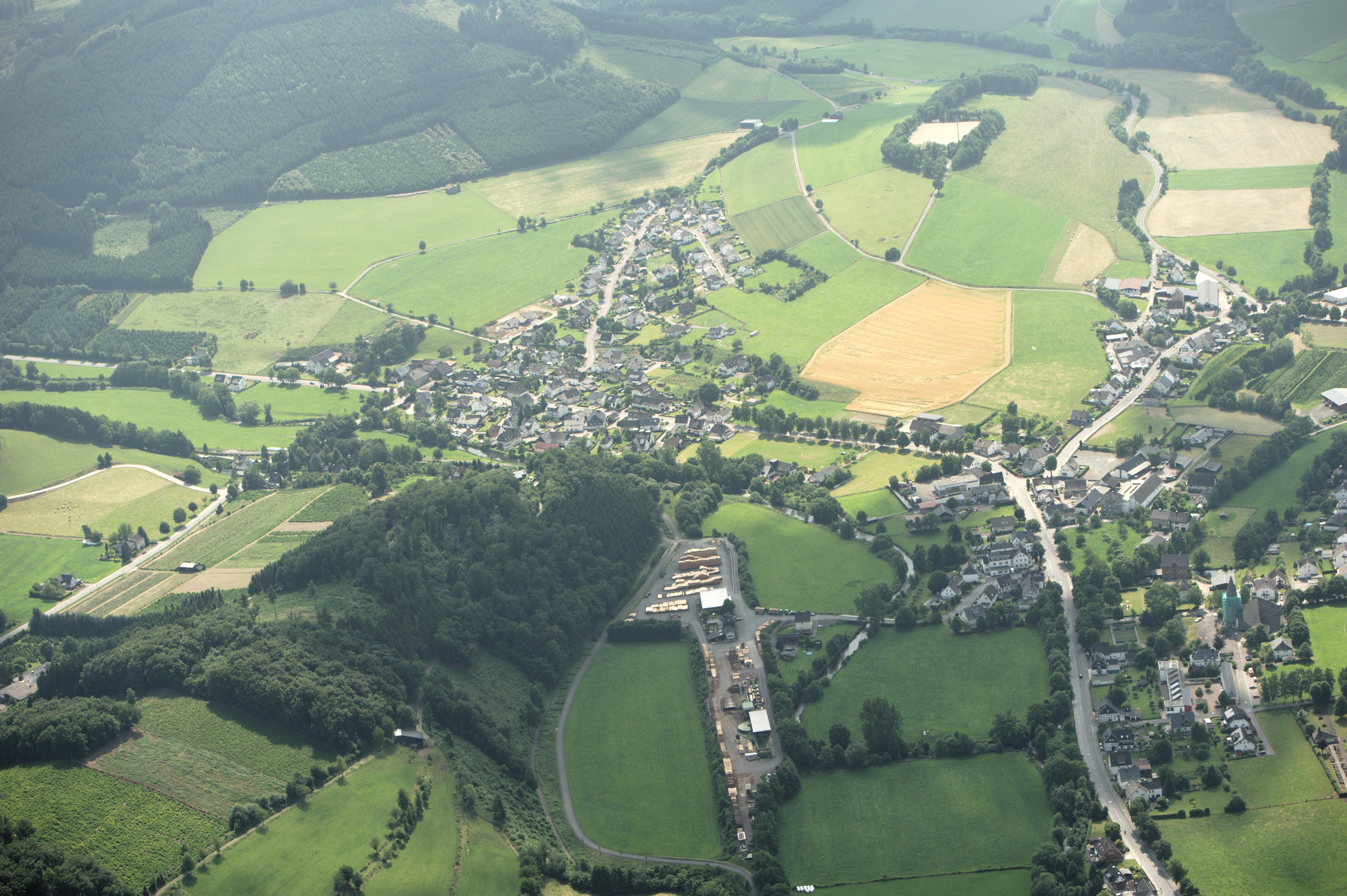
Luchtfoto (2013) van Berge

Berge ligt ten westen van de hoofdplaats Meschede en had eind 2021, volgens de website van de gemeente, 1.101 inwoners.
Door Berge stroomt de Wenne, een zijriviertje van de Ruhr. Eigenlijk bestaat Berge uit drie gehuchten langs de Wenne: Oberberge, Mittelberge en Niederberge.
Aangrenzende dorpjes zijn Olpe in het noorden en Visbeck in het westen.
Het landgoed Haus Niederberge is een havezate, die al sinds 1313 door leenmannen van het Gaafschap Arnsberg wordt bewoond. De huidige gebouwen dateren uit de 17e eeuw. Het gebouw is als event location in gebruik.
In Mittelberge staat de in 1968 gebouwde, rooms-katholieke Sint-Luciakerk.

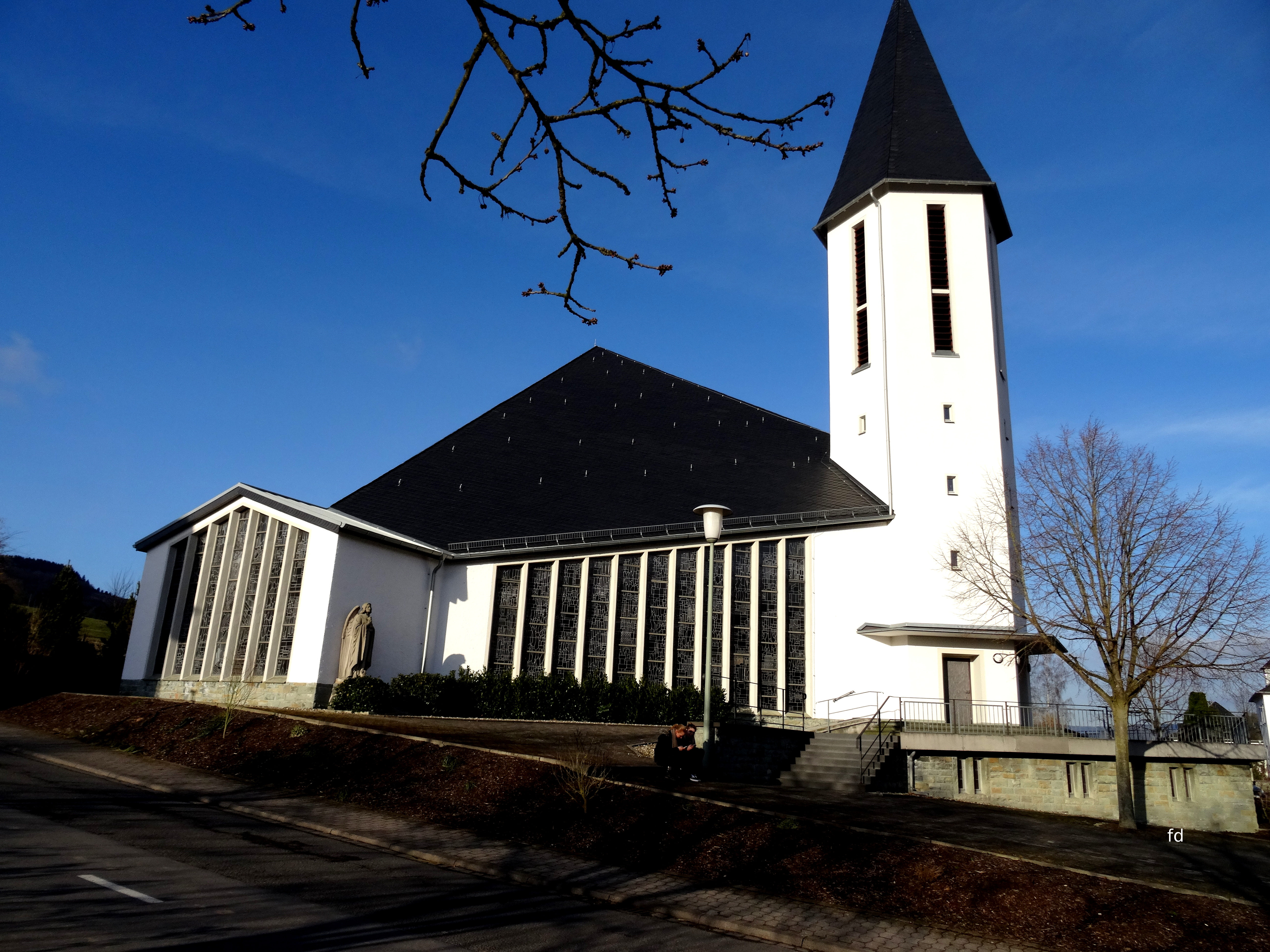
Berge, Sint-Luciakerk